# Birger Jansson (arkitekt)
Birger Karl Jansson, född 8 september 1922 i Stockholm, död 7 augusti 1997 i Göteborgs S:t Pauli församling, var en svensk arkitekt. 
Jansson, som var son till vaktmästare Karl Jansson och Gerda Andersson, utexaminerades från Kungliga Tekniska högskolan 1946. Han blev förste assistent vid Chalmers tekniska högskola 1947 och verksam som arkitekt vid konsultföretaget AB Vattenbyggnadsbyrån (VBB) från 1948 fram till sin pensionering. Han var huvudsakligen knuten till samhällsbyggnadsavdelningen i Göteborg, där han utförde ett mycket stort antal plan- och utredningsuppdrag i en rad svenska kommuner samt några stora lokaliseringsutredningar i Norge, Spanien och Portugal. Han utförde general- och stadsplaner för bland annat Alingsås, Arvika, Kungälv, Kungsbacka, Strömstad och Uddevalla.
Under senare år tjänstgjorde Jansson vid VBB:s huvudkontor i Stockholm, där han främst ägnade sig åt utredningar angående energiförsörjning samt åt planering och samordning av undermarksanläggningar i Sverige och utomlands. Birger Jansson är begravd på Östra kyrkogården i Göteborg.